# Гридино (Вожегодский район)
Гридино — деревня в Вожегодском районе Вологодской области. Административный центр Тигинского сельского поселения и Тигинского сельсовета.
Численность населения — 149 чел. (2010 г.), из них русские — 99 %.

## География
Деревня расположена на правом берегу реки Вожега, на участке открытой местности размером около 7х5 км посреди лесов на севере области, в 18 км к западу от посёлка Вожега и в 140 км к северу от Вологды.
К деревне с юга примыкает деревня Степаниха, поблизости на открытом участке местности вдоль изгиба реки расположена группа деревень Щеголиха, Малая, Пожар, Петровка, Левинская, Осподаревская, Дровдиль, Никитинская, Лещевка, Савинская, Коневка, Песок — вместе они образуют скопление населённых пунктов с общей численностью населения 655 человек (2010).
Транспорт
Имеется подъездная дорога к деревням от тупиковой автодороги Вожега — Бекетовская, продолжающаяся далее по мосту через реку к посёлку Бекетово.
Ближайшая ж.-д. станция находится в Вожеге (на линии Москва — Вологда — Архангельск).